# Willy Hess (violoniste)
Pour l’article homonyme, voir Willy Hess (compositeur).
Pour les articles homonymes, voir Hess.
Willy Hess, né le 14 juillet 1859 à Mannheim et mort le 17 février 1939 à Berlin, est un violoniste et professeur de violon allemand.

## Biographie
Willy Hess étudie d'abord avec son père (qui avait été élève de Louis Spohr).
En 1865, il se rend aux États-Unis et poursuit ses études et retourne en Hollande en 1872, passe par Heidelberg, puis Berlin en 1876 où il travaille avec Joseph Joachim. Il dirige l'opéra en tant que violon solo à Francfort de 1878 à 1886, puis il est professeur au Conservatoire de Rotterdam à partir de 1886. Il est ensuite professeur à Cologne 1895-1903, puis à Londres de 1903 à 1904.
De 1904 à 1910, il est le premier violon de l'Orchestre symphonique de Boston et enseigne le violon à l'Université Harvard. En 1910, et jusqu'en 1928, il déménage à Berlin pour prendre le poste de premier violon instructeur à l'Académie royale de musique de Berlin (Hochschule fur Musik, aujourd'hui intégrée à l'Université des arts de Berlin). Le compositeur Max Bruch, un ami de Hess, l'appuie pour sa nomination en tant que professeur. Pendant la République de Weimar, la Hochschule est une plaque tournante de la scène musicale internationale, et Hess est associé à de nombreuses personnalités phares de l'époque et enseigne à des étudiants venus à Berlin du monde entier.
Hess enseigne la technique de la main droite de style allemand, qui insiste sur le mouvement du poignet avec très peu de mouvement du doigt.
Willy Hess alterne sans difficulté aucune entre le violon et l'alto, et joue à l'alto lors de la création du Double concerto pour clarinette, alto et Orchestre, op. 88 de Max Bruch. Ce dernier compose également la Pièce de concert pour violon et orchestre, op. 84 (1910) à l'attention de Hess. Hess conseille Bruch sur la composition d'œuvres pour cordes, et interprète les créations d'autres œuvres de Bruch.
Parmi les œuvres d'autres compositeurs ayant écrit pour Hess, on trouve la Ballade, op. 69 d'Arthur Foote.
Willy Hess est membre d'un trio de piano, avec le violoncelliste Hugo Becker et le pianiste James Kwast.
L'un des instruments joués par Hess est un Giovanni Battista Guadagnini.
Il est inhumé au Südwestkirchhof à Stahnsdorf.

## Élèves
- Arthur Fiedler
- Arthur Catterall (en)
- Henri Temianka
- Georg Kulenkampff
- Nikos Skalkottas
- Tossy Spivakovsky
- Philip Newman (en)
- Harold Sumberg (en)
- Adolf Busch